# Ларин, Иван Алексеевич
Ларин Иван Алексеевич (11 сентября 1932 г., хутор Огарев, Богучарский район, Центрально-Чернозёмная область, РСФСР, ныне в составе Петропавловского района Воронежской области — 22 апреля 2008 г., Москва) — политработник советских Вооружённых Сил, генерал-полковник (1990).

## Биография
Из большой (5 детей) крестьянской семьи. Русский. Окончил школу-семилетку в 1947 году, Богучарское педагогическое училище имени Н.К. Крупской в 1951 году.
С сентября 1951 года в Советской Армии. В 1953 году окончил Тамбовское артиллерийско-техническое училище. Позднее заочно окончил Самаркандский государственный университет имени Алишера Навои в 1964 году по специальности «история», Военно-политическую академию имени В. И. Ленина в 1965 году, Академические курсы усовершенствования политического состава Военно-политической академии имени В. И. Ленина в 1973 году.
С октября 1953 года — старший артиллерийский техник 40-го учебного танкового батальона 16-й гвардейской механизированной дивизии в Туркестанском военном округе, с ноября 1955 года – секретарь комсомольской организации 13-го тяжёлого танкосамоходного полка в этой дивизии. В феврале 1956 года вступил в КПСС и окончательно перешёл на партийно-политическую работу. С мая 1957 года – секретарь комсомольской организации 127-го танкового полка 90-й гвардейской мотострелковой дивизии 17-го армейского корпуса Туркестанского военного округа, с декабря 1958 года – помощник по комсомольской работе начальника политического отдела этой же дивизии. С марта 1960 года долго служил в политическом управлении Туркестанского военного округа: старший инструктор отдела комсомольской работы, С июля 1960 начальник комсомольского отдела — помощник по комсомольской работе начальника управления, с января 1967 – инспектор партийно-организационного отдела, с марта 1968 — инспектор отдела организационно-партийной работы, с февраля 1970 — заместитель начальника отдела организационно-партийной работы. С августа 1972 начальник политического отдела — заместитель по политической части командира 61-й учебной мотострелковой дивизии.
В апреле 1974 года был прикомандирован к ЦК КПСС с оставлением в кадрах Советской Армии. С марта 1982 года вновь в армии — заместитель начальника Политического управления Сухопутных войск, с февраля 1985 член Военного Совета — начальник Политического управления Ленинградского военного округа. В июле 1986 — январе 1989 года вновь откомандирован в аппарат ЦК КПСС с оставлением в кадрах Советской Армии. С января 1989 года — начальник политического отдела Генерального штаба Вооружённых Сил СССР, с мая 1991 года — начальник Военно-политического отдела Генерального штаба. В сентябре 1991 года должность ликвидирована и Ларин находился в распоряжении начальника Генерального штаба, а в 22 марте 1992 года уволен с военной службы в запас.
Жил в Москве. В 1992—2008 года руководил перерабатывающим предприятием в Москве. Вступил в КПРФ и активно участвовал в её работе, был членом Центрального комитета КПРФ и членом Центральной контрольно-ревизионной комиссии КПРФ.  Был экспертом Государственной Думы РФ.
Генерал-майор (15.12.1982), генерал-лейтенант (17.02.1886), генерал-полковник (30.04.1990). 
Похоронен на Троекуровском кладбище.

## Награды
- орден Красной Звезды (1985)
- орден «Знак Почёта» (1980)
- орден «За службу Родине в Вооружённых Силах СССР» III степени (1991)
- медали СССР
- 2 медали иностранных государств